# Kaiserpokal 2022
Der Kaiserpokal 2022 war die 102. Austragung des Kaiserpokals, des höchsten japanischen Fußballpokalwettbewerbs. Er begann mit der Qualifikationsrunde am 17. April 2022 und endete mit dem Finale am 16. Oktober 2022 im neuen Nationalstadion in Tokio. Titelverteidiger waren die Urawa Red Diamonds.

## Terminplan
| Runde               | Datum                          | Ausweichtermin     | Anzahl der Teilnehmer | Bemerkungen                                                    |
| ------------------- | ------------------------------ | ------------------ | --------------------- | -------------------------------------------------------------- |
| Qualifikationsrunde | 17. April 2022 bis 8. Mai 2022 |                    | 94 → 47               |                                                                |
| 1. Runde            | 21. Mai 2022 22. Mai 2022      | 22. Mai 2022       | 48 (47+1) → 24        | * 47 Sieger der Präfekturpokale * Amateur-Wildcard             |
| 2. Runde            | 1. Juni 2022                   | 8. Juni 2022       | 64 (24+18+22) → 32    | Einstieg der Mannschaften aus der ersten- und der zweiten Liga |
| 3. Runde            | 22. Juni 2022                  | 29. Juni 2022      | 32 → 16               |                                                                |
| 4. Runde            | 13. Juli 2022                  | 20. Juli 2022      | 16 → 8                |                                                                |
| Viertelfinale       | 7. September 2022              | 28. September 2022 | 8 → 4                 |                                                                |
| Halbfinale          | 5. Oktober 2022                |                    | 4 → 2                 |                                                                |
| Finale              | 16. Oktober 2022               |                    | 2 → 1                 |                                                                |

## Teilnehmer
| J1 League | J2 League | Amateur-Wildcard/Präfektur-Vertreter | Amateur-Wildcard/Präfektur-Vertreter |
| - Avispa Fukuoka - Cerezo Osaka - Consadole Sapporo - Gamba Osaka - Júbilo Iwata - Kashima Antlers - Kashiwa Reysol - Kawasaki Frontale - Kyōto Sanga - Nagoya Grampus - Sagan Tosu - Sanfrecce Hiroshima - Shimizu S-Pulse - Shonan Bellmare - FC Tokyo - Urawa Red Diamonds - Vissel Kōbe - Yokohama F. Marinos | - Albirex Niigata - Blaublitz Akita - Fagiano Okayama - Iwate Grulla Morioka - JEF United Ichihara Chiba - FC Machida Zelvia - Mito Hollyhock - Montedio Yamagata - Ōmiya Ardija - Ōita Trinita - Renofa Yamaguchi FC - Roasso Kumamoto - FC Ryūkyū - Thespakusatsu Gunma - Tochigi SC - Tokushima Vortis - Tokyo Verdy - V-Varen Nagasaki - Vegalta Sendai - Ventforet Kofu - Yokohama FC - Zweigen Kanazawa | - Amateur-Wildcard: Honda FC - Hokkaidō: Sapporo University - Aomori: Vanraure Hachinohe (J3) - Iwate: Fuji University - Miyagi: Sony Sendai FC (JFL) - Akita: North Asia University - Yamagata: Nagai Club - Fukushima: Fukushima United FC (J3) - Ibaraki: Universität Tsukuba - Tochigi: Vertfee Yaita - Gunma: Jobu University - Saitama: Tokyo International University - Chiba: Briobecca Urayasu - Tokio: Risshō-Universität - Kanagawa: Toin University of Yokohama - Yamanashi: Yamanashi Gakuin University - Nagano: Matsumoto Yamaga FC (J3) - Niigata: Niigata University of Health and Welfare - Toyama: Kataller Toyama (J3) - Ishikawa: FC Hokuriku - Fukui: Fukui United FC - Shizuoka: Fujieda MYFC (J3) - Aichi: Chukyo University - Mie: Suzuka Point Getters (JFL) | - Gifu: FC Gifu (J3) - Shiga: Mio Biwako Shiga (JFL) - Kyōto: Dōshisha-Universität - Osaka: Kansai-Universität - Hyōgo: Cento Cuore Harima FC - Nara: Nara Club (JFL) - Wakayama: Arterivo Wakayama - Tottori: Gainare Tottori (J3) - Shimane: FC Kagura Shimane (JFL) - Okayama: International Pacific University - Hiroshima: Fukuyama City FC - Yamaguchi: Tokuyama University - Kagawa: Takamatsu University - Tokushima: FC Tokushima - Ehime: FC Imabari (J3) - Kōchi: Kōchi United SC (JFL) - Fukuoka: Giravanz Kitakyūshū (J3) - Saga: Brew Kashima - Nagasaki: MD Nagasaki - Kumamoto: FCK Marrygold - Ōita: Verspah Ōita (JFL) - Miyazaki: Honda Lock SC (JFL) - Kagoshima: Kagoshima United FC (J3 League) - Okinawa: Okinawa SV |

## Spielplan und Ergebnisse

### Qualifikationsrunde
| Datum          |                                             | Ergebnis              |                                             |
| -------------- | ------------------------------------------- | --------------------- | ------------------------------------------- |
| 17. April 2022 | Akita FC Cambiare                           | 0:3                   | North Asia University                       |
| 24. April 2022 | FC Baleine Shimonoseki                      | 0:1                   | Shunan University                           |
| 24. April 2022 | Giravanz Kitakyushu                         | 0:0 n. V. (4:2 i. E.) | Universität Fukuoka                         |
| 24. April 2022 | Fukuyama City                               | 2:1                   | SRC Hiroshima                               |
| 24. April 2022 | FC Kagura Shimane                           | 3:0                   | Belugarosso Hamada                          |
| 24. April 2022 | Gainare Tottori                             | 5:0                   | Yonago Genki                                |
| 24. April 2022 | Mitsubishi Mizushima FC                     | 1:2                   | International Pacific University            |
| 24. April 2022 | Yellow Monkeys                              | 0:5                   | FC Tokushima                                |
| 1. Mai 2022    | Nagai Club                                  | 2:0                   | Universität Yamagata                        |
| 5. Mai 2022    | Wakayama Kihoku Shukyudan                   | 0:2                   | Arterivo Wakayama                           |
| 7. Mai 2022    | Juntendo University                         | 0:2                   | Briobecca Urayasu                           |
| 7. Mai 2022    | FC Gifu                                     | 5:0                   | Gifu Kyoritsu University                    |
| 7. Mai 2022    | Cento Cuore Harima FC                       | 2:0                   | FC.AWJ                                      |
| 7. Mai 2022    | Kumamoto Gakuen University                  | 1:1 n. V. (2:4 i. E.) | FCK Marrygold                               |
| 7. Mai 2022    | Dōshisha-Universität                        | 2:1                   | Sangyō-Universität Kyōto                    |
| 7. Mai 2022    | MD Nagasaki                                 | 1:0                   | Mitsubishi Heavy Industries Nagasaki        |
| 7. Mai 2022    | FC Osaka                                    | 0:2                   | Kansai-Universität                          |
| 7. Mai 2022    | Tokyo International University AASC         | 1:0                   | Tokyo International University              |
| 7. Mai 2022    | Biwako Seikei Sport College                 | 1:1 n. V. (1:4 i. E.) | Mio Biwako Shiga                            |
| 8. Mai 2022    | FC Maruyasu Okazaki                         | 1:2                   | Chukyo University                           |
| 8. Mai 2022    | ReinMeer Aomori FC                          | 0:1                   | Vanraure Hachinohe                          |
| 8. Mai 2022    | Ehime FC                                    |                       | FC Imabari                                  |
| 8. Mai 2022    | Fukui United FC                             | 7:1                   | Sakai Phoenix                               |
| 8. Mai 2022    | Iwaki FC                                    | 0:1                   | Fukushima United FC                         |
| 8. Mai 2022    | Tonan Maebashi                              | 3:5                   | Jobu University                             |
| 8. Mai 2022    | Hokkaido Tokachi Sky Earth                  | 0:1                   | Sapporo University                          |
| 8. Mai 2022    | Ryutsu Keizai Dragons Ryugasaki             | 1:3 n. V.             | Universität Tsukuba                         |
| 8. Mai 2022    | Kanazawa Seiryo University                  | 1:2                   | FC Hokuriku                                 |
| 8. Mai 2022    | Morioka Zebra                               | 0:3                   | Fuji University                             |
| 8. Mai 2022    | Kamatamare Sanuki                           |                       | Takamatsu University                        |
| 8. Mai 2022    | NIFS Kanoya                                 | 2:3 n. V.             | Kagoshima United FC                         |
| 8. Mai 2022    | SC Sagamihara                               | 0:3                   | Toin University of Yokohama                 |
| 8. Mai 2022    | Kōchi United SC                             | 2:0                   | KUFC Nankoku                                |
| 8. Mai 2022    | Suzuka Point Getters                        | 0:0 n. V. (4:2 i. E.) | Veertien Mie                                |
| 8. Mai 2022    | Sony Sendai FC                              | 3:0                   | Sendai University                           |
| 8. Mai 2022    | Tegevajaro Miyazaki                         | 1:2 n. V.             | Honda Lock SC                               |
| 8. Mai 2022    | AC Nagano Parceiro                          | 0:1                   | Matsumoto Yamaga FC                         |
| 8. Mai 2022    | Nara Club                                   | 2:0                   | Tenri University                            |
| 8. Mai 2022    | Niigata University of Health and Welfare FC | 0:4                   | Niigata University of Health and Welfare SC |
| 8. Mai 2022    | Verspah Ōita                                |                       | J-LEASE FC                                  |
| 8. Mai 2022    | Okinawa SV                                  | 1:1 n. V. (8:7 i. E.) | Kaiho Bank SC                               |
| 8. Mai 2022    | Brew Kashima                                | 2:0                   | Kawasoe Club                                |
| 8. Mai 2022    | Fujieda MYFC                                | 1:0                   | Azul Claro Numazu                           |
| 8. Mai 2022    | Tochigi City FC                             | 3:3 n. V. (3:4 i. E.) | Vertfee Yaita                               |
| 8. Mai 2022    | Risshō-Universität                          | 1:0                   | Kokushikan-Universität                      |
| 8. Mai 2022    | Kataller Toyama                             | 1:0 n. V.             | Toyama Shinjo Club                          |
| 8. Mai 2022    | Route HFC                                   | 2:5                   | Yamanashi Gakuin University Pegasus         |

### 1. Runde
| Datum        |                             | Ergebnis              |                                             |
| ------------ | --------------------------- | --------------------- | ------------------------------------------- |
| 21. Mai 2022 | Sapporo University          | 1:0                   | Yamanashi Gakuin University Pegasus         |
| 21. Mai 2022 | Vertfee Yaita               | 7:0                   | Nagai Club                                  |
| 21. Mai 2022 | Matsumoto Yamaga FC         | 3:2                   | FC Hokuriku                                 |
| 21. Mai 2022 | FC Imabari                  | 1:4                   | Okinawa SV                                  |
| 21. Mai 2022 | Jobu University             | 0:1                   | Fuji University                             |
| 21. Mai 2022 | Kagoshima United FC         | 3:1                   | Giravanz Kitakyūshū                         |
| 21. Mai 2022 | Vanraure Hachinohe          | 0:1                   | Niigata University of Health and Welfare SC |
| 21. Mai 2022 | FC Gifu                     | 3:2                   | Chukyo University                           |
| 22. Mai 2022 | MD Nagasaki                 | 1:2                   | FC Kagura Shimane                           |
| 22. Mai 2022 | Fukui United FC             | 0:1                   | Dōshisha-Universität                        |
| 22. Mai 2022 | Arterivo Wakayama           | 2:4                   | Kansai-Universität                          |
| 22. Mai 2022 | Nara Club                   | 0:1 n. V.             | Honda FC                                    |
| 22. Mai 2022 | Suzuka Point Getters        | 3:0                   | Cento Cuore Harima FC                       |
| 22. Mai 2022 | Takamatsu University        | 0:3                   | Shunan University                           |
| 22. Mai 2022 | Brew Kashima                | 0:2                   | Kōchi United SC                             |
| 22. Mai 2022 | Gainare Tottori             | 0:4                   | Verspah Ōita                                |
| 22. Mai 2022 | Toin University of Yokohama | 1:0                   | Risshō-Universität                          |
| 22. Mai 2022 | Mio Biwako Shiga            | 1:2 n. V.             | International Pacific University            |
| 22. Mai 2022 | Kataller Toyama             | 1:0                   | Fujieda MYFC                                |
| 22. Mai 2022 | Universität Tsukuba         | 2:2 n. V. (5:3 i. E.) | Briobecca Urayasu                           |
| 22. Mai 2022 | Fukuyama City               | 3:2                   | FC Tokushima                                |
| 21. Mai 2022 | Fukushima United FC         | 7:1                   | North Asia University                       |
| 21. Mai 2022 | Honda Lock SC               | 3:0                   | FCK Marrygold                               |
| 21. Mai 2022 | Sony Sendai FC              | 3:1                   | Tokyo International University              |

### 2. Runde
| Datum        |                            | Ergebnis              |                                          |
| ------------ | -------------------------- | --------------------- | ---------------------------------------- |
| 1. Juni 2022 | Kawasaki Frontale          | 5:0                   | Sapporo University                       |
| 1. Juni 2022 | Tokyo Verdy                | 2:1                   | Blaublitz Akita                          |
| 1. Juni 2022 | Shonan Bellmare            | 3:0                   | Vertfee Yaita                            |
| 1. Juni 2022 | Júbilo Iwata               | 5:2                   | Matsumoto Yamaga FC                      |
| 1. Juni 2022 | Avispa Fukuoka             | 3:0                   | Okinawa SV                               |
| 1. Juni 2022 | FC Machida Zelvia          | 1:3                   | Iwate Grulla Morioka                     |
| 8. Juni 2022 | FC Tokyo                   | 2:0                   | Fuji University                          |
| 1. Juni 2022 | V-Varen Nagasaki           | 1:0                   | Kagoshima United FC                      |
| 1. Juni 2022 | Kashima Antlers            | 2:1                   | Niigata University of Health and Welfare |
| 1. Juni 2022 | FC Ryūkyū                  | 1:4                   | Ōmiya Ardija                             |
| 1. Juni 2022 | Gamba Osaka                | 4:2 n. V.             | FC Gifu                                  |
| 1. Juni 2022 | Ōita Trinita               | 3:0                   | FC Kagura Shimane                        |
| 1. Juni 2022 | Nagoya Grampus             | 2:0                   | Dōshisha-Universität                     |
| 1. Juni 2022 | JEF United Ichihara Chiba  | 1:2                   | Zweigen Kanazawa                         |
| 1. Juni 2022 | Cerezo Osaka               | 3:1                   | Kansai-Universität                       |
| 1. Juni 2022 | Vegalta Sendai             | 2:1                   | Honda FC                                 |
| 1. Juni 2022 | Yokohama F. Marinos        | 3:0                   | Suzuka Point Getters                     |
| 1. Juni 2022 | Fagiano Okayama            | 0:1                   | Tochigi SC                               |
| 1. Juni 2022 | Shimizu S-Pulse            | 8:0                   | Shunan University                        |
| 1. Juni 2022 | Kyōto Sanga                | 3:1 n. V.             | Kōchi United SC                          |
| 1. Juni 2022 | Sagan Tosu                 | 1:0                   | Verspah Ōita                             |
| 1. Juni 2022 | Albirex Niigata            | 1:4                   | Roasso Kumamoto                          |
| 8. Juni 2022 | Hokkaido Consadole Sapporo | 4:3 n. V.             | Toin University of Yokohama              |
| 1. Juni 2022 | Ventforet Kofu             | 5:1                   | International Pacific University         |
| 1. Juni 2022 | Vissel Kōbe                | 3:2                   | Kataller Toyama                          |
| 1. Juni 2022 | Mito Hollyhock             | 1:2 n. V.             | Renofa Yamaguchi FC                      |
| 1. Juni 2022 | Kashiwa Reysol             | 1:0                   | Universität Tsukuba                      |
| 1. Juni 2022 | Tokushima Vortis           | 2:1                   | Fukuyama City FC                         |
| 1. Juni 2022 | Urawa Red Diamonds         | 1:0                   | Fukushima United FC                      |
| 1. Juni 2022 | Montedio Yamagata          | 1:3                   | Thespakusatsu Gunma                      |
| 1. Juni 2022 | Sanfrecce Hiroshima        | 2:0                   | Honda Lock SC                            |
| 8. Juni 2022 | Yokohama FC                | 3:3 n. V. (3:1 i. E.) | Sony Sendai FC                           |

### 3. Runde
| Datum         |                            | Ergebnis  |                      |
| ------------- | -------------------------- | --------- | -------------------- |
| 22. Juni 2022 | Hokkaido Consadole Sapporo | 1:2       | Ventforet Kofu       |
| 22. Juni 2022 | Shonan Bellmare            | 0:1       | Júbilo Iwata         |
| 22. Juni 2022 | Avispa Fukuoka             | 3:1       | Iwate Grulla Morioka |
| 22. Juni 2022 | Yokohama F. Marinos        | 0:2       | Tochigi SC           |
| 22. Juni 2022 | Vissel Kōbe                | 2:1       | Renofa Yamaguchi FC  |
| 22. Juni 2022 | Urawa Red Diamonds         | 0:1       | Thespakusatsu Gunma  |
| 22. Juni 2022 | Shimizu S-Pulse            | 0:1       | Kyōto Sanga          |
| 22. Juni 2022 | Sanfrecce Hiroshima        | 5:0       | Yokohama FC          |
| 22. Juni 2022 | Sagan Tosu                 | 3:2       | Roasso Kumamoto      |
| 22. Juni 2022 | Nagoya Grampus             | 1:0       | Zweigen Kanazawa     |
| 22. Juni 2022 | Kawasaki Frontale          | 0:1       | Tokyo Verdy          |
| 22. Juni 2022 | Kashiwa Reysol             | 2:1       | Tokushima Vortis     |
| 22. Juni 2022 | Kashima Antlers            | 3:0       | Ōmiya Ardija         |
| 22. Juni 2022 | Gamba Osaka                | 3:1       | Ōita Trinita         |
| 22. Juni 2022 | FC Tokyo                   | 2:3 n. V. | V-Varen Nagasaki     |
| 22. Juni 2022 | Cerezo Osaka               | 3:2       | Vegalta Sendai       |

### 4. Runde
| Datum         |                     | Ergebnis  |                     |
| ------------- | ------------------- | --------- | ------------------- |
| 13. Juli 2022 | Sagan Tosu          | 1:3       | Ventforet Kofu      |
| 13. Juli 2022 | Nagoya Grampus      | 1:2       | Cerezo Osaka        |
| 13. Juli 2022 | Vissel Kōbe         | 2:1       | Kashiwa Reysol      |
| 13. Juli 2022 | Tochigi SC          | 1:2       | Kyōto Sanga         |
| 13. Juli 2022 | Thespakusatsu Gunma | 0:1       | Sanfrecce Hiroshima |
| 13. Juli 2022 | Kashima Antlers     | 2:0       | Gamba Osaka         |
| 13. Juli 2022 | Avispa Fukuoka      | 2:0       | V-Varen Nagasaki    |
| 20. Juli 2022 | Tokyo Verdy         | 2:1 n. V. | Júbilo Iwata        |

### Viertelfinale
| Datum             |                | Ergebnis  |                     |
| ----------------- | -------------- | --------- | ------------------- |
| 7. September 2022 | Avispa Fukuoka | 1:2 n. V. | Ventforet Kofu      |
| 7. September 2022 | Cerezo Osaka   | 1:2       | Sanfrecce Hiroshima |
| 7. September 2022 | Kyōto Sanga    | 2:1       | Tokyo Verdy         |
| 7. September 2022 | Vissel Kōbe    | 0:1       | Kashima Antlers     |

### Halbfinale
| Datum           |                | Ergebnis  |                     |
| --------------- | -------------- | --------- | ------------------- |
| 5. Oktober 2022 | Ventforet Kofu | 1:0       | Kashima Antlers     |
| 5. Oktober 2022 | Kyōto Sanga    | 1:2 n. V. | Sanfrecce Hiroshima |

### Finale
| Datum            |                | Ergebnis              |                     |
| ---------------- | -------------- | --------------------- | ------------------- |
| 16. Oktober 2022 | Ventforet Kofu | 1:1 n. V. (5:4 i. E.) | Sanfrecce Hiroshima |

#### Spielstatistik
| Paarung             | Ventforet Kofu – Sanfrecce Hiroshima |
| Ergebnis            | 1:1, 5:4 i. E. |
| Datum               | 15. Oktober 2022 um 14:00 Uhr |
| Stadion             | Nationalstadion, Tokio |
| Zuschauer           | 37998 |
| Schiedsrichter      | Ryūji Satō |
| Tore                | 1:0 Kazushi Mitsuhira (26.) 1:1 Takumu Kawamura (84.) Elfmeterschießen: 1:0 Willian Lira 1:1 Pieros Sotiriou 2:1 Getúlio 2:2 Taishi Matsumoto 3:2 Nagi Matsumoto 3:3 Nassim Ben Khalifa 4:3 Toshiki Ishikawa Takumu Kawamura 5:3 Hideomi Yamamoto 5:4 Makoto Mitsuta                                                                                                |
| Ventforet Kofu      | Kōhei Kawata – Hidehiro Sugai, Niki Urakami (112. Foguete), Masahiro Sekiguchi, Eduardo Mancha – Shō Araki (66. Riku Nozawa), Yoshiki Torikai (62. Nagi Matsumoto), Riku Yamada (112. Hideomi Yamamoto), Toshiki Ishikawa, Motoki Hasegawa (101. Getúlio) – Kazushi Mitsuhira (62. Willian Lira) Cheftrainer: Tatsuma Yoshida                                       |
| Sanfrecce Hiroshima | Keisuke Ōsako – Tsukasa Shiotani, Hayato Araki, Shō Sasaki – Yūsuke Chajima (70. Yūki Nogami), Takumu Kawamura, Gakuto Notsuda (79. Pieros Sotiriou), Yoshifumi Kashiwa (70. Taishi Matsumoto), Tsukasa Morishima (46. Ezequiel) (91. Jelani Reshaun Sumiyoshi), Makoto Mitsuta, Douglas Vieira (46. Nassim Ben Khalifa) Cheftrainer: Michael Skibbe ( Deutschland) |
| Gelbe Karten        | keine – Tsukasa Morishima (32.) |

#### Auswechselspieler
| Auswechselspieler | Auswechselspieler |
| --- | --- |
| Ventforet Kofu | Sanfrecce Hiroshima |
| - Kōsuke Okanishi (TW) - Hideomi Yamamoto (112.) ▲ - Riku Nozawa (66.) ▲ - Foguete (112.) ▲ - Nagi Matsumoto (62.) ▲ - Willian Lira (62.) ▲ - Getúlio (101.) ▲ | - Gorō Kawanami (TW) - Yūki Nogami (70.) ▲ - Jelani Reshaun Sumiyoshi (91.) ▲ - Ezequiel (46.) ▲ (91.) ▼ - Taishi Matsumoto (70.) ▲ - Nassim Ben Khalifa (46.) ▲ - Pieros Sotiriou (79.) ▲ |